# ليونيل لوبيز (لاعب كرة قدم)
ليونيل لوبيز (بالإسبانية: Leonel López González) هو لاعب كرة قدم مكسيكي، ولد في 24 مايو 1994 في Zacoalco de Torres ‏ في المكسيك. لعب مع كلوب ليون.

## روابط خارجية
- ليونيل لوبيز على موقع قاعدة بيانات كرة القدم.إي يو (الإنجليزية)
- ليونيل لوبيز على موقع Soccerway.com (الإنجليزية)
- ليونيل لوبيز على موقع AS.com (الإسبانية)